# Leetown (Perth and Kinross)

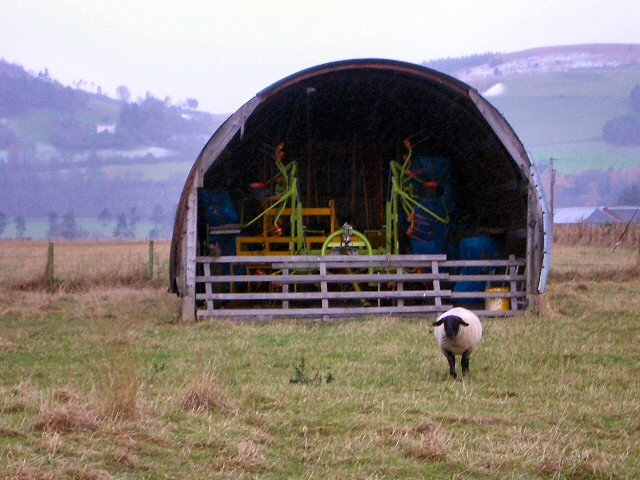
Landwirtschaft in Leetown

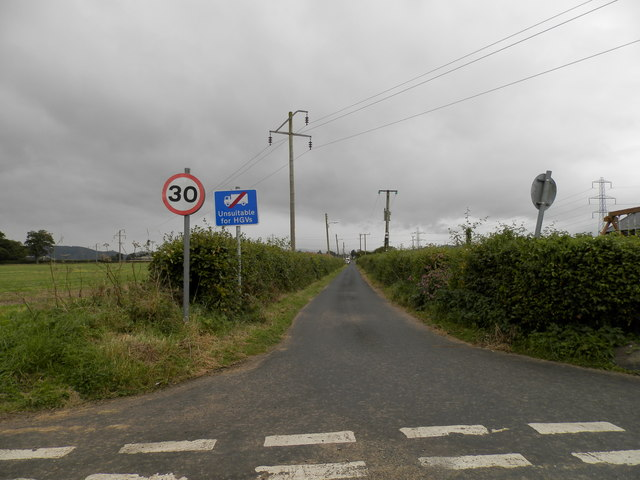
Straße nach Leetown

Leetown ist eine kleine Ortschaft im Norden von Schottland, die zwischen Perth im Westen und Dundee im Nordosten in der Region Perth and Kinross liegt. Im Rahmen der historischen Gliederung Schottlands in Civil Parishes zählt es zu Errol, das zu Perthshire gehörte.
Leetown liegt im Carse of Gowrie. Das flache Gebiet, das von den Sidlaw Hills im Norden bis zum Tay im Süden reicht, wird intensiv landwirtschaftlich genutzt. Strukturell ist Leetown ist ein Straßendorf, dessen Gebäude sich entlang einer Nebenverbindung erstrecken. Südwestlich am Ort vorbei führt eine Straße, die St Madoes im Westen mit Errol im Osten verbindet. Kleinere Ortschaften in der Nähe sind Chapelhill im Westen sowie Glendoick im Norden.